# Fußball-Landesliga Mittelrhein
Die Fußball-Landesliga Mittelrhein ist die zweithöchste Spielklasse des FVM und ist seit Auflösung der NRW-Liga mit Beginn der Saison 2012/13 auf der sechsthöchsten Ebene des deutschen Ligasystems angesiedelt.

## Geschichte
Die Gründung der Landesliga Mittelrhein erfolgte zur Saison 1946/47 zunächst unter der Bezeichnung Rheinbezirksliga als damals höchste Amateurspielklasse für den Bereich des Fußballverbands Mittelrhein. Mit Gründung der Verbandsliga Mittelrhein 1956 war die Landesliga zunächst noch die zweithöchste, nach Gründung der Oberliga Nordrhein 1978 nur noch die dritthöchste Spielklasse am Mittelrhein. Seit Auflösung der Oberliga Nordrhein zugunsten der NRW-Liga im Jahre 2008 ist die Landesliga wieder die zweithöchste Spielklasse.
Im deutschen Ligensystem war die Landesliga bei Gründung zunächst zweitklassig unterhalb der Oberliga West und rutschte seither mehrfach durch Einführung höherer Spielklassen (2. Oberliga West 1949, Verbandsliga Mittelrhein 1956, Oberliga Nordrhein 1978, Regionalliga West 1994 und zuletzt 3. Liga 2008) zwischenzeitlich auf die siebte Ebene des Ligasystems ab. Seit der Spielklassenstrukturreform 2012 und der damit verbundenen Auflösung der NRW-Liga ist die Landesliga Mittelrhein im Fußball-Ligasystem jedoch wieder von der siebten auf die sechste Spielklassenebene aufgerückt.

## Modus
Die Landesliga Mittelrhein besteht aus zwei Staffeln mit einer Sollstärke von je 16 Mannschaften. Die genaue Einteilung der Staffeln wird jedes Jahr nach geographischen Gesichtspunkten vorgenommen.
Ein Finale zwischen den Staffelsiegern gibt es nicht, der Meister jeder Staffel steigt in die Oberliga Mittelrhein auf, sofern in dieser Spielklasse nicht bereits eine Mannschaft desselben Vereins spielt. In diesem Fall rückt ebenso wie bei Verzicht auf den Aufstieg oder bei fehlender wirtschaftlicher Leistungsfähigkeit die nächstbestplatzierte, aufstiegsbereite und zugelassene Mannschaft der jeweiligen Staffel nach. Die auf den Tabellenrängen 14 und tiefer platzierten Mannschaften jeder Staffel steigen in die Bezirksliga ab. Aus der Bezirksliga steigen in der Regel nur die Meister in die Landesliga auf.

## Mannschaften 2025/26
| - FV Bonn-Endenich (Absteiger) - SC Fortuna Bonn - Grün-Weiß Brauweiler (aus Staffel 2) - Eintracht Hohkeppel II (Aufsteiger) - SSV Homburg-Nümbrecht - FV Bad Honnef - SC Blau-Weiß 06 Köln (Aufsteiger) - SpVg Köln-Flittard - Borussia Lindenthal-Hohenlind - TuS Marialinden - TuS Mondorf (Aufsteiger) - FSV Neunkirchen-Seelscheid - SC Rheinbach - SV Schlebusch - 1. FC Spich - FV Wiehl 2000 | - Viktoria Arnoldsweiler - Rasensport Brand - SV Breinig - 1. FC Düren II - SV Kurdistan Düren - SV 1914 Eilendorf - SC Fliesteden (Aufsteiger) - BCV Glesch-Paffendorf - SV Helpenstein - FC Hürth (Absteiger) - Germania Lich-Steinstraß - Union Schafhausen (Absteiger) - Germania Teveren - Sportfreunde Uevekoven (Aufsteiger) - Eintracht Verlautenheide - TuS Chlodwig Zülpich |

## Meister seit 1948
| Saison | Staffel                 | Staffel                       |
| Saison | 1                       | 2                             |
| ------ | ----------------------- | ----------------------------- |
| 1948   | 1. FC Köln              | Rhenania Würselen             |
| 1949   | Bayer 04 Leverkusen     | 1. FC Köln                    |
| 1950   | SG Düren 99             | nur eine Landesliga-Staffel   |
| 1951   | SSV Troisdorf 05        | SV Baesweiler 09              |
| 1952   | Tura Bonn               | Viktoria Alsdorf              |
| 1953   | SV Bergisch Gladbach 09 | SpVg Frechen 20               |
| 1954   | SC Rapid Köln           | SV Baesweiler 09              |
| 1955   | SV Bergisch Gladbach 09 | Stolberger SV                 |
| 1956   | SSV Troisdorf 05        | SV Bergisch Gladbach 09       |
| 1957   | Bonner FV 01            | SV Baesweiler 09              |
| 1958   | Siegburger SV 04        | Alemannia Mariadorf           |
| 1959   | Tura Bonn               | VfR Übach-Palenberg           |
| 1960   | TuRa Hennef             | Alemannia Aachen Am.          |
| 1961   | SV Schlebusch           | SpVg Frechen 20               |
| 1962   | BC Efferen              | 1. FC Köln Am.                |
| 1963   | VfL Leverkusen          | Viktoria Alsdorf              |
| 1964   | VfL Köln 1899           | Alemannia Aachen Am.          |
| 1965   | SC Fortuna Köln         | SV Baesweiler 09              |
| 1966   | SV Bergisch Gladbach 09 | Borussia Brand                |
| 1967   | TuS Höhenhaus           | SC Jülich                     |
| 1968   | CfB Ford Niehl          | Oberbrucher BC 09             |
| 1969   | 1. FC Spich             | Alemannia Mariadorf           |
| 1970   | TuS Lindlar             | Borussia Hückelhoven          |
| 1971   | SpVg Frechen 20         | Viktoria Alsdorf              |
| 1972   | SC Köln-Mülheim Nord    | SV Baesweiler 09              |
| 1973   | Siegburger SV 04        | TuS 08 Langerwehe             |
| 1974   | Godesberg 08            | Westwacht Aachen              |
| 1975   | TuS Lindlar             | SG Düren 99                   |
| 1976   | FC Alter Markt Köln     | Borussia Brand                |
| 1977   | FV Bad Honnef           | Blau-Weiß Niederembt          |
| 1978   | Bayer 04 Leverkusen Am. | Rhenania Richterich           |
| 1979   | SpVg Frechen 20         | Eschweiler SG                 |
| 1980   | Germania Zündorf        | Alemannia Aachen Am.          |
| 1981   | 1. FC Köln II. Am.      | FC Niederau                   |
| 1982   | SC Schwarz-Weiß Köln    | Gürzenicher FC 09             |
| 1983   | SpVgg Oberaußem-Fortuna | TSC Euskirchen                |
| 1984   | TuS Lindlar             | TuS Chlodwig Zülpich          |
| 1985   | SC Viktoria Köln II     | VfR Übach-Palenberg           |
| 1986   | SSG Bergisch Gladbach   | Gürzenicher FC 09             |
| 1987   | SC Brück                | SC Erkelenz 09                |
| 1988   | VfL Rheinbach           | SpVgg Oberaußem-Fortuna       |
| 1989   | TuS Marialinden         | SC Erkelenz 09                |
| 1990   | SpVg Frechen 20         | Westwacht Aachen              |
| 1991   | FC Pesch                | SV Baesweiler 09              |
| 1992   | SSV Marienheide         | Borussia Freialdenhoven       |
| 1993   | DJK Winfriedia Mülheim  | Gürzenicher FC 09             |
| 1994   | TuS Höhenhaus           | Alemannia Aachen II           |
| 1995   | SSG Bergisch Gladbach   | SpVgg Oberaußem-Fortuna       |
| 1996   | Siegburger SV 04        | Kohlscheider BC               |
| 1997   | SpVg Frechen 20         | SSV Körrenzig                 |
| 1998   | SSV Eintracht Köln      | TuS Schmidt                   |
| 1999   | SC West Köln            | Eschweiler SG                 |
| 2000   | PSI Yurdumspor Köln     | Alemannia Aachen Am.          |
| 2001   | Germania Dattenfeld     | Gürzenicher FC 09             |
| 2002   | Blau-Weiß Brühl         | Germania Lich-Steinstraß      |
| 2003   | VfL Leverkusen          | FC Wegberg-Beeck              |
| 2004   | Sportfreunde Troisdorf  | Germania Teveren              |
| 2005   | BC Berrenrath           | Westwacht Aachen              |
| 2006   | Spvg Wesseling-Urfeld   | Rhenania Eschweiler           |
| 2007   | FC Hennef 05            | Kaller SC                     |
| 2008   | SC Renault Brühl        | Germania Teveren              |
| 2009   | SV Wachtberg            | Viktoria Arnoldsweiler        |
| 2010   | VfL Alfter              | SV Rott                       |
| 2011   | Sportfreunde Troisdorf  | TSV Hertha Walheim            |
| 2012   | SG Köln-Worringen       | FC Erftstadt 1                |
| 2013   | Bonner SC               | SV Nierfeld                   |
| 2014   | FC Hürth                | FC Bergheim 2000              |
| 2015   | Blau-Weiß Friesdorf     | Spvg Wesseling-Urfeld         |
| 2016   | Siegburger SV 04        | Hilal Bergheim                |
| 2017   | SSV Merten              | SV Breinig                    |
| 2018   | SV Deutz 05             | SG GFC Düren 99 2             |
| 2019   | FC Pesch                | Spvg Wesseling-Urfeld         |
| 2020   | VfL Alfter              | BC Viktoria Glesch-Paffendorf |
| 2021   | keine                   | keine                         |
| 2022   | SV Eintracht Hohkeppel  | TuS Königsdorf                |
| 2023   | FV Bonn-Endenich        | Union Schafhausen             |
| 2024   | FC Pesch                | FC Teutonia Weiden            |
| 2025   | SSV Bornheim            | Sportfreunde Düren            |